# Küklópszok

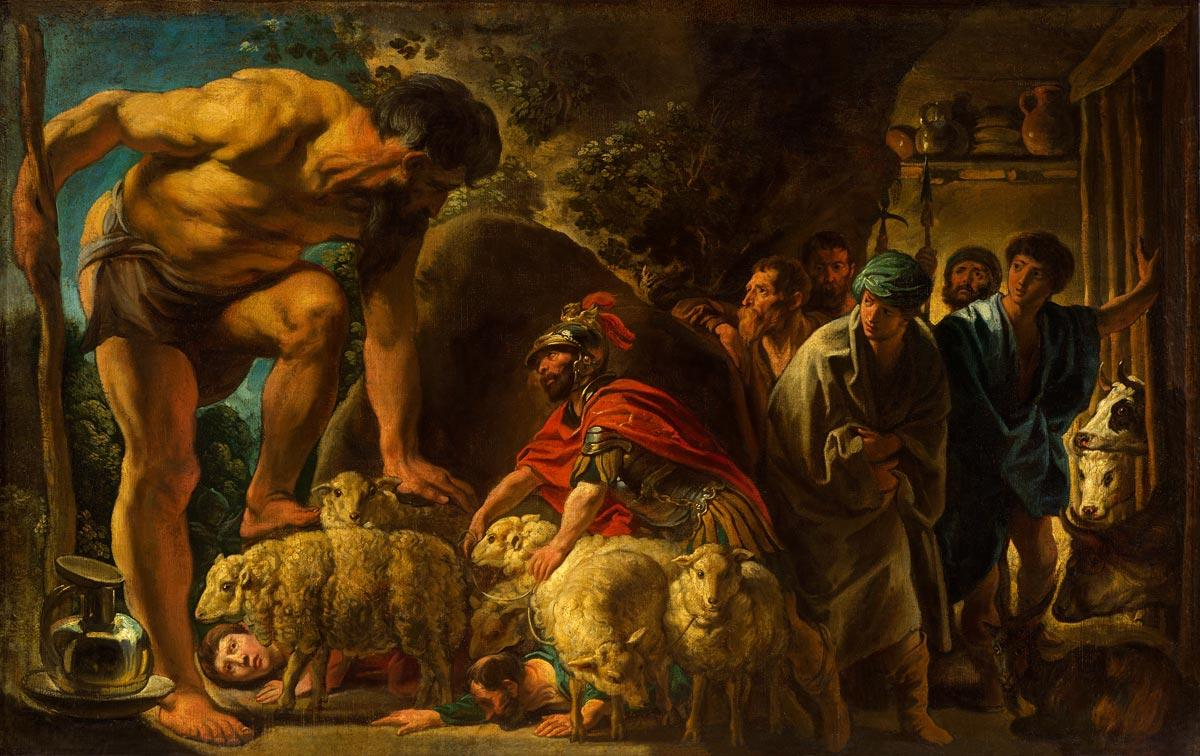
Odüsszeusz és Polüphémosz

A küklópszok vagy elterjedt írásmóddal küklopszok (ógörögül: κύκλωψ, azaz kyklōps, újgörögül κύκλωπας, kíklopasz) egyszemű óriások a görög mitológiában.

## Történetük
A legendák szerint két generációjuk élt a földön. Az első küklópszok Gaia és Uranosz gyermekei voltak. Csúf óriások voltak homlokuk közepén egyetlen kerek szemmel. Az első generációban három küklópsz élt: Brontész, akinek neve mennydörgőt jelent, Szteropész, aki a villámló nevet kapta és Argész, akinek neve felvillanóként fordítható. A három küklópsz az olümposzi istenek találékony, és mesterségükhöz kiválóan értő kovácsai voltak.
Amikor megszülettek, apjuk Uranosz a többi gyermekével együtt a Tartaroszba vetette őket, mert csúfságukat nem bírta elviselni. Így amikor Kronosz legyőzte az ég mogorva istenét, kiszabadulhattak évszázados rabságukból. Ám az aranykorban sem maradhattak sokáig szabadon, hiszen Kronosz egyre jobban féltette hatalmát, és így tartva a küklópszok hatalmas erejétől ismét a Tartarosz kínjai közé vetette testvéreit. Hamarosan beteljesedett Gaia jóslata, és Kronosz trónját egy új erő, Zeusz próbálta megingatni. A hatalmas háború alatt az olümposzi istenek vezetője kiszabadította a küklópszokat, és segítségüket kérte a titánok ellen. A három egyszemű örömmel bocsátotta az istenek rendelkezésére kovácstudományát. Ők készítették el Zeusz számára a villámokat, az ő műhelyükben kovácsolták meg Poszeidón háromágú szigonyát és Hadész sötét sisakját is. Segítségükkel Zeusz és serege legyőzte a titánokat.
Miután a harcok véget értek, Zeusz hálából megengedte a három küklópsznak, hogy az Olümposzon maradjanak. Így váltak a kovácsistenség, Héphaisztosz csodálatos műhelyében segédekké, és kezük alatt készült sok isten és görög hős fegyverzete és páncélja. A legenda úgy tartja, hogy a küklópszok építették fel Tirünsz és Mükéné hatalmas erődfalait is.
Történt egyszer, hogy Zeusz villámával agyonsújtotta Aszklépioszt, Apollón isten fiát, mert az életre keltett egy halandót. Apollón vissza akart vágni Zeusznak, és bosszúból megölte a villámok feltalálóit, a három küklópszot. Az istenek Szicília szigetén helyezték őket örök nyugalomra, föléjük emelve az Etnát, amely még ma is füstölög a kovácsok emlékére.
A küklópszok második generációja így került Szicíliára, azonban az idők múltával ők megfeledkeztek ősi mesterségükről, és nem tűrtek meg maguk körül senkit. Poszeidón és Thoosza, tengeri nimfa gyermekei voltak. Barlangokban éltek és hatalmas nyájaikat legeltették egész évben. Halandó nem mehetett a közelükbe, hiszen felfalták az embereket, és a féktelen óriások az isteneknek sem engedelmeskedtek.
Történt egyszer, hogy Szicília partjára vetődött Odüsszeusz és csapata. Az ithakai király élelmet akart keresni a szigeten, és egy hatalmas barlangba tévedt bajtársaival, amely a parttól nem messze tátongott. Azonban hamarosan megérkezett a barlang tulajdonosa, Polüphémosz is nyájával. Az egyszemű óriás észrevette a hívatlan látogatókat, és egy hatalmas sziklával eltorlaszolta a kijáratot. Mivel a küklopszok szerették az emberhúst, így Odüsszeusz csapata is kezdett megfogyatkozni. Második éjszaka aztán a találékony ithakai király beszélgetett Polüphémosszal, és amikor a küklopsz megkérdezte a nevét, azt felelte, hogy az ő neve Senkise. Miközben Odüsszeusz mesélt erről is meg arról is az óriásnak, ügyelt arra, hogy Polüphémosz elég bort igyon. Amikor az óriás a bortól mámorosan pihenni tért, Odüsszeusz egy hatalmas tüzes gerendával kiszúrta Polüphémosz egyetlen szemét. A küklopsz üvöltve felpattant, és segítségért kiáltott. A többi küklópsz kérdezte, hogy ki bántotta, de mivel azt üvöltötte, hogy Senkise, a küklopszok úgy gondolták csak tréfálkozik, ezért odébb álltak. Így az óriás elhatározta, hogy birkáit kiengedi a mezőkre, és egyenként megtapogatja őket, hogy megvakítói ne tudjanak elszökni haragja elől. Odüsszeusz és megmaradt emberei a hatalmas birkák hasára kapaszkodva jutottak ki a szabadba, mivel Polüphémosz csak a juhok hátát tapogatta meg. Az ithakai hajó így hagyta el Szicília partjait, ám miközben kihajóztak a partról, Odüsszeusz kiabálva tudatta Polüphémosszal igazi nevét. A küklópszok erre észrevették a betolakodókat, és hatalmas sziklákat dobáltak a hajó felé. Mikor látták, hogy hiába, Poszeidónt kérték, hogy álljon bosszút értük.

## A legenda eredete
A küklópszok legendájának egyik lehetséges eredetére Othenio Abel mutatott rá 1914-ben Eszerint a történelem előtti időkben, valószínűleg a messinai sókrízis nyomán kialakult, és a görög szigeteken is élő törpeelefánt-fajok fosszilis csontjai adhattak okot a legenda keletkezésére. Az embernek a szigetekre érkezése előtt már kihalt állatok koponyái az emberi koponyánál nagyjából kétszer nagyobbak, és az ormánynyílás téveszthető össze egy magányos szemgödörrel. (A koponyák tényleges szemgödrei oldalt, alig észrevehetően helyezkednek el.) Mivel a szigetlakók soha nem láthattak elefántot, nem is ismerhették fel a koponyáját.

## Küklopszok azorvostudományban
A valóságban létezik a küklopia (cyclopia) nevű fejlődési rendellenesség, mely a mitológiai lény után kapta a nevét, ennek jellemzője a koponya súlyosan torz fejlődése és ennek következtében a szemek részleges vagy teljes egyesülése. A rendellenesség hatására az orr kiszorulva a helyéről nem fejlődik ki, vagy ormányszerű képződménnyé válik. Ezen súlyos rendellenességekkel született egyedek életképtelenek, ha nem eleve holtan születnek legfeljebb órákig vagy egy-két napig élnek vegetatív életfunkciókkal.